# Richard Schatzki
Richard Schatzki (ur. 22 lutego 1901, zm. 19 stycznia 1992) – niemiecki i amerykański lekarz radiolog.

## Życiorys
Urodzony w Siegen w Niemczech. Jego ojciec, inżynier, zmarł gdy Richard był jeszcze małym dzieckiem. Tytuł lekarza uzyskał w roku 1925 na Uniwersytecie w Berlinie. W latach 1925-29 pracował w Szpitalu Uniwersyteckim we Frankfurcie nad Menem. W tym czasie rozpoczął naukę radiologii spodziewając się, że zdobyte doświadczenie okaże się przydatne w praktykowaniu chirurgii lub interny, szybko jednak zdecydował się na kontynuowanie kariery zawodowej w tej dziedzinie. Jako kierownik zakładu radiologii szpitala uniwersyteckiego w Lipsku w roku 1931 opublikował serię artykułów na temat rozpoznawania żylaków przełyku oraz pierwszy radiologiczny opis żylaków żołądka. Dwa lata później przedstawił pierwszy opis radiologiczny nadżerkowego zapalenia błony śluzowej żołądka. Chociaż skupiał się na radiologii przewodu pokarmowego, publikował także artykuły dotyczące innych tematów: dał jeden z pierwszych opisów zmian radiologicznych w koarktacji aorty oraz zwapnień w nadnerczach w przebiegu ich gruźlicy. W roku 1933 wyemigrował do Stanów Zjednoczonych nie mając perspektyw rychłego zatrudnienia. Po przedstawieniu pracy na temat rozpoznawania różnych typów rzeźby śluzówki przełyku otrzymał ofertę niepłatnej pracy w charakterze asystenta zakładu radiologii Massachusetts General Hospital. Utrzymywał się z niewielkiego stypendium ufundowanego przez komitet utworzony w celu wspomagania zwolnionych z pracy pracowników naukowych. W latach II wojny światowej służył jako lekarz w armii Stanów Zjednoczonych. Po zakończeniu wojny otrzymał posadę w Mount Auburn Hospital w Cambridge przyczyniając się do rozwoju i wzrostu znaczenia tego szpitala. Prowadził też działalność dydaktyczną we współpracy z Uniwersytetem Harvarda. W roku 1955 opublikował wraz z J. E. Garym (Am J Roentgenol 1955;70:911) opis pierścieniowatej struktury w dolnej części przełyku, z którą związane jest dziś jego nazwisko (pierścień Schatzkiego). W swojej karierze zawodowej zawsze kładł nacisk na potrzebę dokładności w ocenie badań radiologicznych. Będąc utalentowanym pianistą często ulegał prośbom o publiczne występy. Zmarł w roku 1992.